# Leichtathletik-Europameisterschaften 1971/100 m Hürden der Frauen

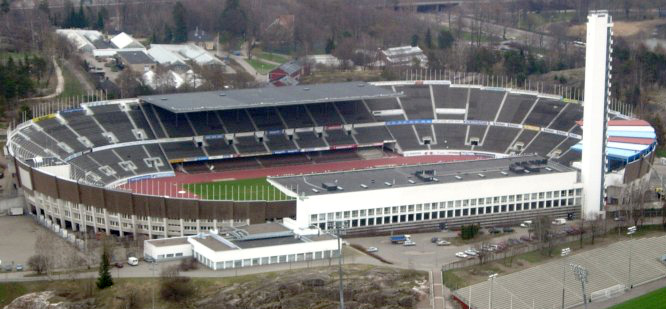
Das Olympiastadion von Helsinki im Jahr 2005

Der 100-Meter-Hürdenlauf der Frauen bei den Leichtathletik-Europameisterschaften 1971 wurde am 12. und 13. August 1971 im Olympiastadion von Helsinki ausgetragen.
Den Hürdensprinterinnen aus der DDR gelang in diesem Wettbewerb ein Doppelsieg. Es gewann die Europameisterin von 1966 sowie 1969 und Olympiasiegerin von 1964 über 80 Meter Hürden Karin Balzer (frühere Karin Richert), gleichzeitig auch Halterin des Weltrekords über 100 Meter Hürden. Den zweiten Platz belegte Annelie Ehrhardt, geborene Annelie Jahns. Bronze ging an die Polin Teresa Sukniewicz.

## Rekorde
Vorbemerkung:

In diesen Jahren gab es bei den Bestleistungen und Rekorden eine Zweiteilung. Es wurden nebeneinander handgestoppte und elektronisch ermittelte Leistungen geführt. Die offizielle Angabe der Zeiten erfolgte in der Regel noch in Zehntelsekunden, die bei Vorhandensein elektronischer Messung gerundet wurden. Wegen des Wegfalls der Reaktionszeit des Zeitnehmers bei elektronischer Zeitnahme stand in der Diskussion, einen sogenannten Vorschaltwert einzuführen, um die handgestoppten Leistungen nicht automatisch besser zu stellen. Doch es blieb dann bei der korrekten Angabe dieser Zeiten, die später auch offiziell mit Hundertstelsekunden nach dem Komma geführt wurden.

### Offizielle Rekorde – Angabe in Zehntelsekunden

#### Bestehende Rekorde
| Weltrekord           | 12,6 s | Karin Balzer | Ost-Berlin (heute Berlin), DDR (heute Deutschland) | 31. Juli 1971      |
| Europarekord         | 12,6 s | Karin Balzer | Ost-Berlin (heute Berlin), DDR (heute Deutschland) | 31. Juli 1971      |
| Meisterschaftsrekord | 13,3 s | Karin Balzer | EM Athen, Griechenland                             | 20. September 1969 |

#### Rekordeinstellungen / -verbesserungen
Der bestehende EM-Rekord zweimal eingestellt und dreimal verbessert:
- Rekordegalisierungen:
  - 13,3 s – Karin Balzer (DDR), zweiter Vorlauf am 12. August bei Windstille
  - 13,3 s – Annelie Ehrhardt (DDR), dritter Vorlauf am 12. August bei Windstille
- Rekordverbesserungen:
  - 13,2 s – Karin Balzer (DDR), erstes Halbfinale am 12. August bei einem Gegenwind von 0,8 m/s
  - 13,1 s – Annelie Ehrhardt (DDR), zweites Halbfinale am 12. August bei einem Rückenwind von 0,2 m/s
  - 12,9 s – Karin Balzer (DDR), Finale am 13. August bei Windstille

### Elektronisch gemessene Rekorde

#### Bestehende Rekorde
| Weltrekord           | 13,29 s | Karin Balzer | EM Athen, Griechenland | 20. September 1969 |
| Europarekord         | 13,29 s | Karin Balzer | EM Athen, Griechenland | 20. September 1969 |
| Meisterschaftsrekord | 13,29 s | Karin Balzer | EM Athen, Griechenland | 20. September 1969 |

#### Rekordegalisierung / -verbesserungen
Der bestehende EM-Rekord wurde einmal eingestellt und dreimal verbessert:
- Rekordeinstellung:
  - 13,29 s – Annelie Ehrhardt (DDR), dritter Vorlauf am 12. August bei Windstille
- Rekordverbesserungen:
  - 13,20 s – Karin Balzer (DDR), erstes Halbfinale am 12. August bei einem Gegenwind von 0,8 m/s
  - 13,11 s – Annelie Ehrhardt (DDR), zweites Halbfinale am 12. August bei einem Rückenwind von 0,2 m/s
  - 12,94 s – Karin Balzer (DDR), Finale am 13. August bei Windstille

## Vorrunde
12. August 1971, 12:30 Uhr
Die Vorrunde wurde in drei Läufen durchgeführt. Die ersten fünf Athletinnen pro Lauf – hellblau unterlegt – sowie die darüber hinaus zeitschnellste Läuferin – hellgrün unterlegt – qualifizierten sich für das Halbfinale.
Wie es zu dieser Ansetzung von Vorläufen konnte, ist kaum nachvollziehbar. Lediglich siebzehn Hürdensprinterinnen waren am Start, aus denen problemlos die acht Besten – die jeweils ersten beiden eines Laufs plus zwei weitere Zeitschnellste – über drei Vorläufe direkt ins Finale hätten einziehen können. Stattdessen schied aus den angesetzten Rennen eine einzige Teilnehmerin aus. Im zweiten Vorlauf mussten die Athletinnen lediglich das Ziel erreichen, um in die nächste Runde zu gelangen. So zogen die verbliebenen sechzehn Sportlerinnen ins Halbfinale ein.

### Vorlauf 1
Wind: ±0,0 m/s
| Platz | Name            | Nation         | Offizielle Zeit (s) auf Zehntel gerundet | Inoffizielle Zeit (s) exakter Wert |
| 1     | Valeria Bufanu  | Rumänien       | 13,5                                     | 13,46                              |
| 2     | Teresa Nowak    | Polen          | 13,6                                     | 13,56                              |
| 3     | Gun Olsson      | Schweden       | 14,0                                     | 14,04                              |
| 4     | Sirkka Norrlund | Finnland       | 14,1                                     | 14,05                              |
| 5     | Jeanne Schoebel | Frankreich     | 14,3                                     | 14,30                              |
| 6     | Sheila Garnett  | Großbritannien | 15,2                                     | 15,15                              |

### Vorlauf 2
Wind: ±0,0 m/s
| Platz | Name                | Nation         | Offizielle Zeit (s) auf Zehntel gerundet | Inoffizielle Zeit (s) exakter Wert |
| 1     | Karin Balzer        | DDR            | 13,3 CRe                                 | 13,30                              |
| 2     | Danuta Straszyńska  | Polen          | 13,50000                                 | 13,50                              |
| 3     | Margit Bach         | BR Deutschland | 13,60000                                 | 13,62                              |
| 4     | Ileana Ongar        | Italien        | 14,50000                                 | 14,51                              |
| 5     | Ingunn Einarsdóttir | Island         | 15,90000                                 | 15,92                              |

### Vorlauf 3
Wind: ±0,0 m/s
| Platz | Name                 | Nation      | Offizielle Zeit (s) auf Zehntel gerundet | Inoffizielle Zeit (s) exakter Wert |
| 1     | Annelie Ehrhardt     | DDR         | 13,3 CRe                                 | 13,29 CRel e                       |
| 2     | Teresa Sukniewicz    | Polen       | 13,40000                                 | 13,38000000                        |
| 3     | Tatjana Polubojarowa | Sowjetunion | 13,50000                                 | 13,53000000                        |
| 4     | Meta Antenen         | Schweiz     | 13,50000                                 | 13,54000000                        |
| 5     | Jacqueline André     | Frankreich  | 14,40000                                 | 14,44000000                        |
| 6     | Margaret Murphy      | Irland      | 15,10000                                 | 15,09000000                        |

## Halbfinale
12. August 1971, 18:50 Uhr
In den beiden Halbfinalläufen qualifizierten sich die jeweils ersten vier Athletinnen – hellblau unterlegt – für das Finale.

### Lauf 1
Wind: −0,8 m/s
| Platz | Name                | Nation         | Offizielle Zeit (s) auf Zehntel gerundet | Inoffizielle Zeit (s) exakter Wert |
| 1     | Karin Balzer        | DDR            | 13,2 CR                                  | 13,20 CR                           |
| 2     | Valeria Bufanu      | Rumänien       | 13,3 000                                 | 13,31000                           |
| 3     | Teresa Nowak        | Polen          | 13,5000                                  | 13,46000                           |
| 4     | Meta Antenen        | Schweiz        | 13,5 000                                 | 13,47000                           |
| 5     | Margit Bach         | BR Deutschland | 13,8000                                  | 13,78000                           |
| 6     | Jacqueline André    | Frankreich     | 14,1000                                  | 14,05000                           |
| 7     | Sirkka Norrlund     | Finnland       | 15,6000                                  | 15,55000                           |
| DNS   | Ingunn Einarsdóttir | Island         |                                          |                                    |

### Lauf 2

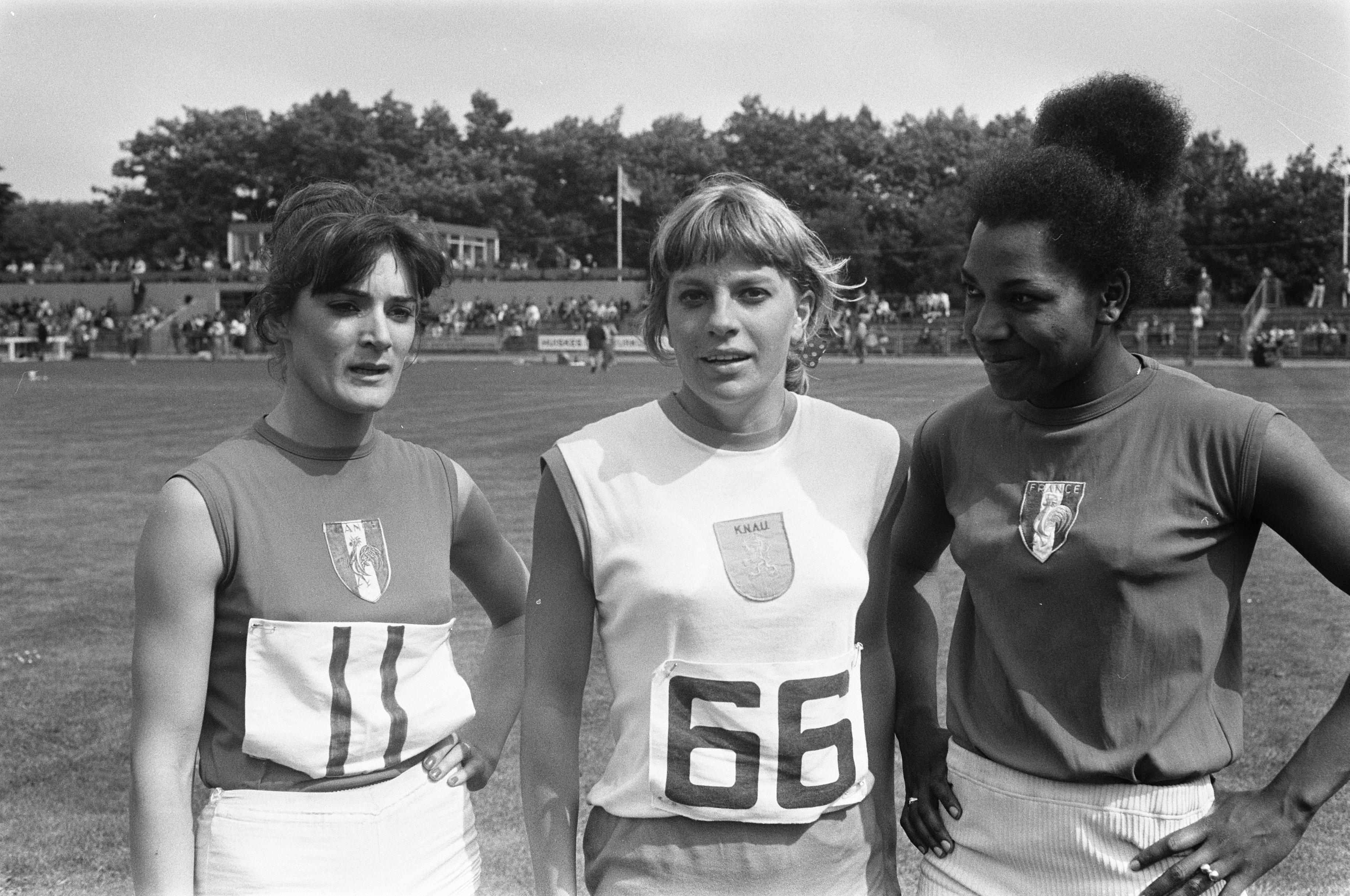
Jeanne Schoebel (links) schied als Sechste des zweiten Halbfinals aus

Wind: +0,2 m/s
| Platz | Name                 | Nation      | Offizielle Zeit (s) auf Zehntel gerundet | Inoffizielle Zeit (s) exakter Wert |
| 1     | Annelie Ehrhardt     | DDR         | 13,1 CR                                  | 13,11 CR                           |
| 2     | Danuta Straszyńska   | Polen       | 13,4000                                  | 13,39000                           |
| 3     | Teresa Sukniewicz    | Polen       | 13,4000                                  | 13,40000                           |
| 4     | Tatjana Polubojarowa | Sowjetunion | 13,6000                                  | 13,56000                           |
| 5     | Gun Olsson           | Schweden    | 13,8000                                  | 13,80000                           |
| 6     | Jeanne Schoebel      | Frankreich  | 14,1000                                  | 14,11000                           |
| 7     | Ileana Ongar         | Italien     | 14,5000                                  | 14,45000                           |
| 8     | Margaret Murphy      | Irland      | 15,2000                                  | 15,20000                           |

## Finale

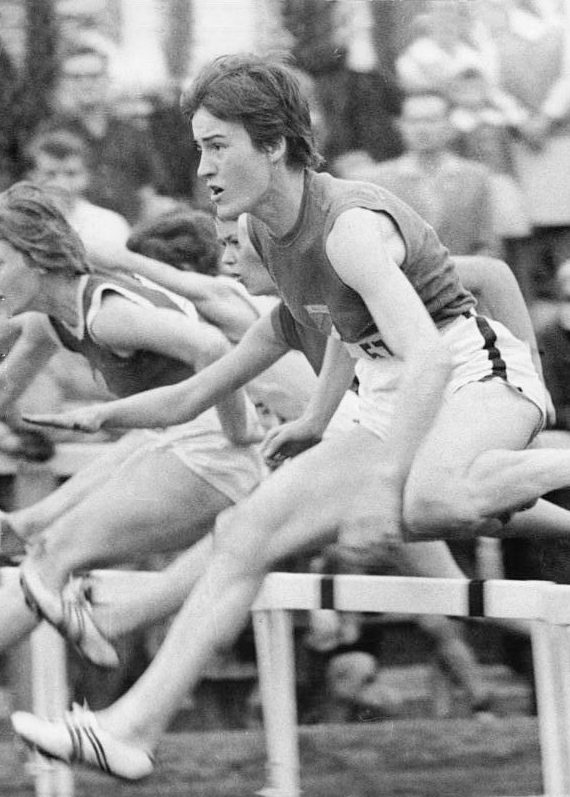
Die Weltrekordinhaberin Karin Balzer errang ihren bereits dritten EM-Titel über die kurze Hürdendistanz, außerdem war sie 1964 Olympiasiegerin, damals über 80 Meter Hürden
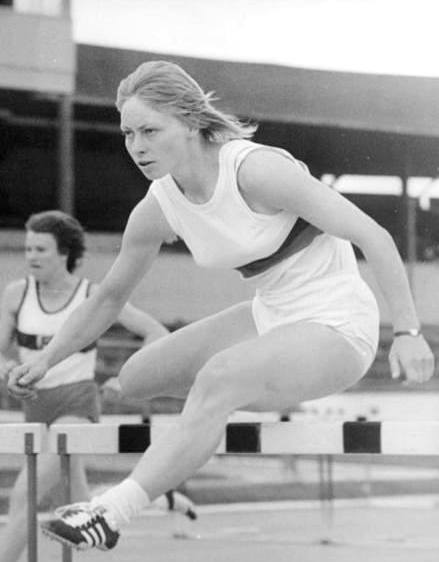
Vizeeuropameisterin Annelie Ehrhardt stieg hier zur ernsthaften Rivalin für die dominierende Karin Balzer auf und löste sie bald danach als weltbeste Hürdensprinterin ab – unter anderem mit ihrem Olympiasieg 1972
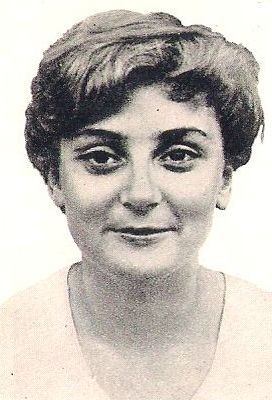
Danuta Straszyńska kam auf den vierten Platz

13. August 1971, 18:00 Uhr
Wind: ±0,0 m/s
| Platz | Name                 | Nation      | Offizielle Zeit (s) auf Zehntel gerundet | Inoffizielle Zeit (s) exakter Wert |
| 1     | Karin Balzer         | DDR         | 12,9 CR                                  | 12,94 CR                           |
| 2     | Annelie Ehrhardt     | DDR         | 13,0000                                  | 12,96000                           |
| 3     | Teresa Sukniewicz    | Polen       | 13,2000                                  | 13,21000                           |
| 4     | Danuta Straszyńska   | Polen       | 13,3000                                  | 13,34000                           |
| 5     | Meta Antenen         | Schweiz     | 13,4000                                  | 13,35000                           |
| 6     | Teresa Nowak         | Polen       | 13,5000                                  | 13,46000                           |
| 7     | Valeria Bufanu       | Rumänien    | 13,5000                                  | 13,47000                           |
| 8     | Tatjana Polubojarowa | Sowjetunion | 13,7000                                  | 13,69000                           |

## Video
- EUROPEI DI HELSINKI 1971 100 HS KARIN BALZER, youtube.com, abgerufen am 30. Juli 2022